# Tenant Chilumba
Tenant Chilumba (n. Kitwe, 22 de junio de 1972) fue un jugador de fútbol profesional zambiano y actual entrenador de fútbol del Power Dynamos FC.

## Biografía
Tenant Chilumba debutó como futbolista profesional en 1993 a los 21 años de edad con el Power Dynamos FC, club con el que permaneció hasta su retiro en 1998. Con el equipo ganó dos ligas de Zambia y una copa de Zambia.
Tras su retiro como futbolista el Hwange FC zimbabuense le fichó como entrenador del club en 2012. Tras finalizar la temporada el FC Platinum se hizo con los servicios del entrenador, aunque antes de finalizar el año fue cesado y fichado por el club en el que permaneció durante toda su carrera futbolística, el Power Dynamos FC.

## Selección nacional
Tenant Chilumba fue convocado por la selección de fútbol de Zambia un total de ocho veces en las que marcó un gol.

## Clubes

### Como futbolista
| Club             | País   | Año         |
| ---------------- | ------ | ----------- |
| Power Dynamos FC | Zambia | 1993 - 1998 |

### Como entrenador
| Club             | País     | Año         |
| ---------------- | -------- | ----------- |
| Hwange FC        | Zimbabue | 2012 - 2013 |
| FC Platinum      | Zimbabue | 2013        |
| Power Dynamos FC | Zambia   | 2013 -      |

## Palmarés
Power Dynamos FC
- Primera División de Zambia (2): 1994, 1997
- Copa de Zambia: 1997